# 六条有定
六条有定（ろくじょう ありさだ、至徳2年（1385年） - 文安5年（1448年））は、室町時代前期の公卿。

## 官歴
- 時期不明：左中将
- 永享5年（1433年）：従三位
- 永享7年（1435年）：参議
- 永享8年（1436年）：加賀権守
- 永享10年（1438年）：正三位
- 嘉吉2年（1442年）：相模権守
- 嘉吉3年（1443年）：権中納言
- 文安元年（1444年：従二位
- 文安5年（1448年：権大納言

## 系譜
- 父：六条有孝
- 養子：六条有継（千種具定の子）